# Hailun
Hailun (海伦市S, HǎilúnP) è una città-contea della Cina, situata nella provincia di Heilongjiang e amministrata dalla prefettura di Suihua.